# Ville de marché
L'appellation ville de marché (ou droit de marché) est un terme juridique originaire de la période médiévale européenne qui désigne un bourg ayant obtenu par coutume ou par charte royale le droit d'accueillir des marchés, le distinguant d'un village et d'une ville. Une ville pouvait être dénommée comme étant un bourg ou ayant des droits de marché, même si aucun marché ne s'y tient, à condition que le droit légal d'y tenir un marché existe toujours.
En Grande-Bretagne, les petites villes rurales avec un arrière-pays de villages sont encore communément appelées market town, ce qui se reflète parfois dans leur nom (par exemple Downham Market, Market Rasen, ou Market Drayton).
Les marchés modernes sont souvent installés dans des halles, mais il s'agit d'une évolution relativement récente. Historiquement, les marchés étaient en plein air et se tenaient sur ce que l'on appelle généralement (indépendamment de sa forme réelle) la place du marché, parfois centrée sur une croix de marché. Ils étaient et sont toujours ouverts un ou deux jours par semaine. À l'époque moderne, l'apparition d'établissements commerciaux permanents a réduit la nécessité de marchés périodiques. 